# Damian Marley
Damian Marley, noto anche con lo pseudonimo di Junior Gong (Kingston, 21 luglio 1978), è un cantante e musicista giamaicano.
È il più giovane dei figli di Bob Marley dopo Makeda, nonché figlio di Cindy Breakspeare, modella vincitrice del concorso di bellezza Miss Mondo edizione del 1976 e musicista reggae. 

## Biografia
Già da bambino inizia a esibirsi come cantante nel gruppo The Shepherds, con altri figli d'arte come Shiah Coore, il figlio del chitarrista dei Third World, Cat Coore. Gli Shepherds partecipano a vari spettacoli locali come il Reggae Sunsplash nel 1992. Damian è ancora sui banchi di scuola quando inizia a lavorare al suo primo album Mr. Marley registrando in studio addirittura 48 pezzi. Prodotto dal fratello Stephen Marley, il giovane Damian comincia ad intraprendere attivamente la carriera di cantante, anche grazie al discreto successo dell'album Mr. Marley in cui si sentono l'influenza reggae, suoni delle dancehall e ritmi hip hop.
Nel 1997 insieme a Julian Marley partecipa al Lollapalooza, guadagnando popolarità anche tra un pubblico diverso da quello del reggae. Nel 2002, dopo diverse collaborazioni con i fratelli, esce Halfway Tree, album che si aggiudica il Reggae Grammy Awards immediatamente dopo la sua uscita sui mercati mondiali. Al disco hanno partecipato cantanti come Capleton, Bounty Killer e Bunny Wailer.
Nel 2005 esce l'album più conosciuto di Damian, ovvero Welcome to Jamrock, disco che ha venduto il più alto numero di copie come CD reggae, in più il giovane artista si aggiudica il secondo Reggae Grammy Awards della sua carriera imponendosi su altri artisti della scena giamaicana che aspiravano al premio come Shaggy, Sean Paul e Burning Spear. Anche Welcome to Jamrock è stato prodotto dal fratello Stephen Marley. Nel 2006 collabora con Gwen Stefani, con la quale canta Now That You Got It. Nel 2009 Damian Marley partecipa alla realizzazione del brano intitolato Fire, primo singolo estratto dall'album Smoke N Mirrors del rapper dei Cypress Hill B-Real.
Nel 2010, in data 18 maggio, viene pubblicato Distant Relatives, in collaborazione con il rapper Nas. Dal 2011 è un componente del supergruppo SuperHeavy. Nello stesso anno collabora con il cantante hawaiiano Bruno Mars, infatti esce il suo singolo promozionale dell'album Doo-Wops & Hooligans, Liquor Store Blues, dove Marley collabora. Nel 2012, Damian ha collaborato con Skrillex, disc jockey, su una canzone intitolata Make It Bun Dem.
Il 21 luglio 2017 esce l'album Stony Hill, che arriva dopo oltre dieci anni di distanza dall'ultimo album da solista di Damian Marley e si aggiudica il Grammy Awards come miglior album reggae.

## Junior Gong

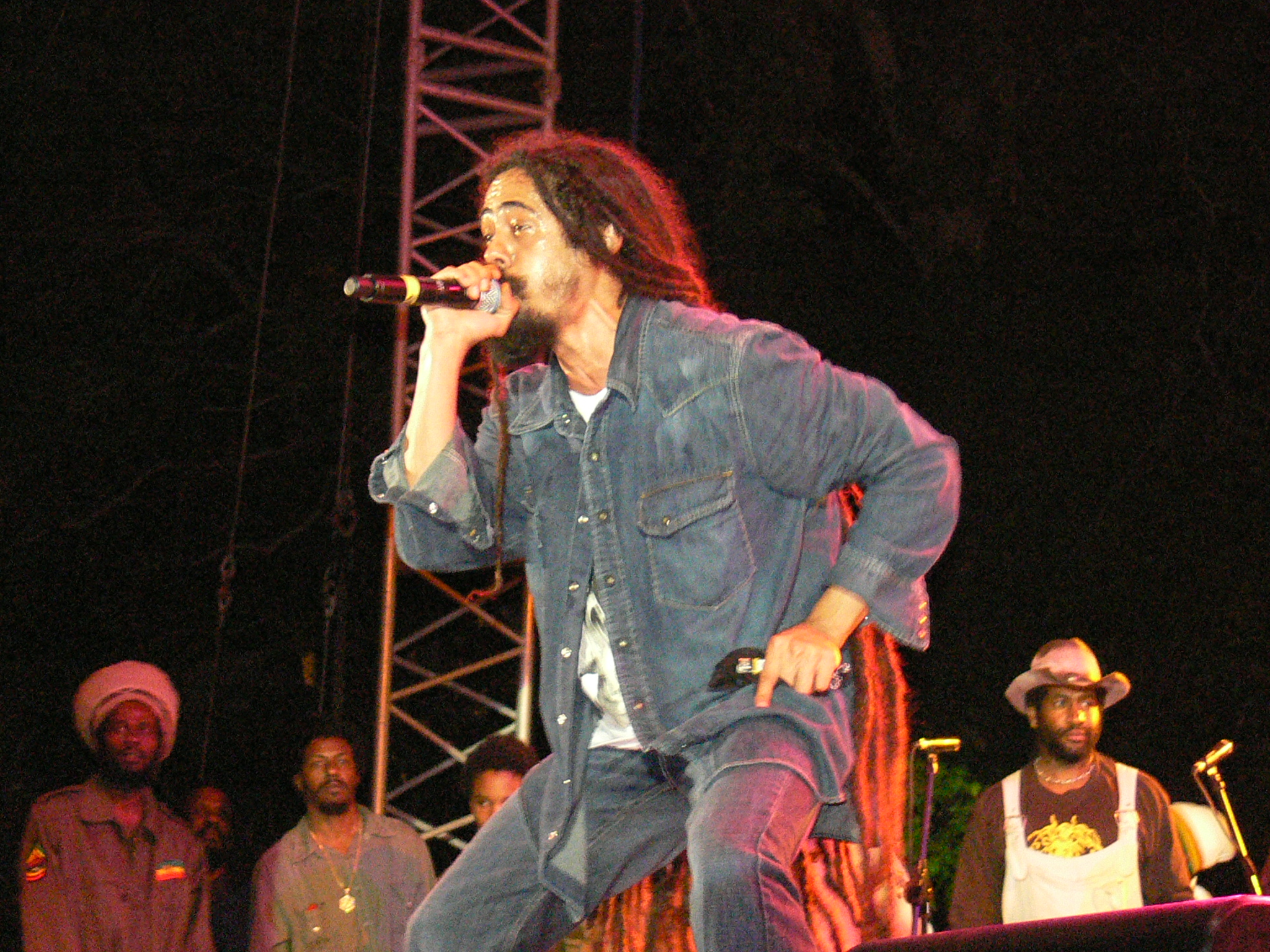
Damian "Junior Gong" Marley

Il padre di Damian, Bob Marley, durante la sua giovinezza fu spesso vittima di episodi di bullismo di natura razziale. Fu così costretto a prendere lezioni di arti marziali come autodifesa. A causa della sua forza gli fu assegnato il soprannome di Tuff Gong. Per questo Damian, come riferimento a suo padre, ha deciso di adottare lo pseudonimo di Junior Gong per identificarsi.

## Discografia
- 1996 - Mr. Marley
- 2001 - Halfway Tree
- 2003 - Educated Fools Riddim
- 2005 - Welcome to Jamrock
- 2008 - Rare Joints
- 2010 - Distant Relatives (con Nas)
- 2011 - SuperHeavy (con i SuperHeavy: Damian Marley, Mick Jagger, Dave Stewart, Joss Stone, A. R. Rahman)
- 2012 - Make It Bun Dem After Hours (con Skrillex)
- 2013 - Set Up Shop Volume 1
- 2014 - Set Up Shop Volume 2
- 2017 - Stony Hill